# Tour d'Indre-et-Loire
Il Tour d'Indre-et-Loire è una corsa a tappe maschile di ciclismo su strada, che si corse nel dipartimento di Indre e Loira in Francia, dal 1970 al 1982.

## Albo d'oro
Aggiornato all'edizione 1982.
| Anno | Vincitore                | Secondo             | Terzo                  |
| ---- | ------------------------ | ------------------- | ---------------------- |
| 1970 | Ercole Gualazzini        | Johny Schleck       | Jacques Cadiou         |
| 1971 | Daniel Proust            | Christian Raymond   | Jan Krekels            |
| 1972 | Bernard Thévenet         | Noël Van Clooster   | José Catieau           |
| 1973 | Yves Hézard              | Cyrille Guimard     | Jürgen Tschan          |
| 1974 | Hennie Kuiper            | Gérard Moneyron     | Christian Raymond      |
| 1975 | Roy Schuiten             | Dietrich Thurau     | Gerrie Knetemann       |
| 1976 | Bernard Hinault          | Yves Hézard         | Roy Schuiten           |
| 1977 | Jean-Pierre Danguillaume | Bernard Hinault     | Roger Gilson           |
| 1978 | Giuseppe Saronni         | Henk Lubberding     | Jean-Luc Vandenbroucke |
| 1979 | Gregor Braun             | Henk Lubberding     | Bert Oosterbosch       |
| 1980 | Jean-Luc Vandenbroucke   | Hennie Kuiper       | Jean-Louis Gauthier    |
| 1981 | Stephen Roche            | Patrick Friou       | Henry Rinklin          |
| 1982 | Patrick Perret           | Ferdi Van Den Haute | Dominique Naessens     |